# Данило Димитријевич Пронски
Данило Димитријевич Пронски (умро 1559. године) - кнез из династије Рјурикович, бојарин и војвода, руски војсковођа и државник у служби московских великих кнежева Василија III и Ивана IV Грозног, син Димитрија Андрејевича Пронског, сестрић једног од најбољих војвода великог кнеза Ивана III, Василија Даниловича Холмског.

## Биографија

### Служба код великог кнеза Василија III
Године 1512, као војвода, постављен је „за депеше“ у велики пук на реци Угри кнезу Данилу Васиљевичу Шчењи.
Године 1517. био је војвода у једном од градова који се граниче са Литванијом. У то време, појавио се случај у вези са намером кнеза Василија Ивановича Шемјакина да пређе у службу пољског краља. Шемјакин се жалио Пронском на клевету свог рођака и намеравао је да оде у Москву да се оправда пред великим кнезом Иваном IV, али га је Пронски одвратио од одласка без дозволе и убедио га да се ограничи на слање писма са молбом.
Године 1519. био је командант пука у Дорогобужу, 1524. - у Мурому.
Године 1528, заједно са Петром Јаковљевичем Захарјином и Борисом Ивановичем Горбатијем-Шујским, потписао је гарантно писмо за кнежеве Андреја Михајловича и Ивана Михајловича Шујског. У случају њиховог бекства у иностранство, потписници су морали да плате велику казну. Пронскијев удео је био 100 рубаља.
Године 1529. био је командант пука у Калуги. Године 1533. био је командант пука у Вјазми, одакле је послат са пуком у Дорогобуж.
Служба код великог кнеза Ивана IV Грозног
Током Литванских ратова 1535. и 1545. године био је други командант великог пука.
Године 1536-1537. био је гувернер Угре.
Године 1546. био је командант великог пука у Коломни и Кашири.
Године 1546. добио је чин бољарина.
Године 1547, на венчању цара Ивана IV Грозног са кнегињом Анастасијом Романовном Захарјином, говорио је у име царевог брата, кнеза Јурија Васиљевича; исте године био је други командант великог пука у Коломни.
Године 1548. учествовао је у кампањи против Казања.
Године 1550. био је гувернер и војвода Смоленска.

## Брак и деца
Име Данијелове прве жене је непознато. Могуће је да је била непозната принцеза (вероватно ћерка великог кнеза московског Ивана III Великог, сахрањена у гробници испод цркве Покровског манастира у Суздаљу заједно са другим племкињама - монахињама. Познато је само њено монашко име - Александра, умрла је 11. маја 1525. године. Деца:
- Петар (умро 1577. године), бојар и управник удеоног кнеза Владимира Андрејевич Старицког и цар Иван IV Васиљевича Грозног;
- Семјон (умро 1584. године), бојар и командант за време владавине цара Ивана IV Васиљевича Грозног;
- Василије.

Друга жена: Фотинија (умрла после 1559. године). У другој половини XVI века, у „Књигама прилога и хране Борисоглебског манастира“, коме је био додељен оближњи манастир Живоначалне Тројице, постоје подаци о доприносу цара Ивана IV Грозног за присилни постриг кнегиње Фотиније, удовице кнеза Данила Пронског, у манастиру Живоначалне Тројице. Деца:
- Андреј.